# Batailles dans la montagne
Batailles dans la montagne est un roman de Jean Giono publié en  1937 aux éditions Gallimard. Situé le cadre de haute montagne du Trièves en Isère, il a pour sujet une haute vallée dévastée par une coulée d’eau et de boue qu’un héros sauvera en risquant sa vie pour combattre la catastrophe.
Le texte s’ouvre sur l’inondation catastrophique de la vallée qui oblige les villageois à se réfugier dans l’église de Tréminis, située sur une éminence. Cette dévastation est causée par la rupture d’un lac glaciaire dont l’eau est retenue en aval par un barrage de terre que le héros, Saint-Jean, charpentier étranger et non intégré dans la population, fera sauter à la dynamite avec l’aide de la bergère Marie.
Les habitants (et les animaux) coupés du monde survivent dans des conditions primitives et Giono les met en scène dans un roman choral, avec des personnages comme l’abbé Chapareillan, la placide Sarah, Marie l’adolescente ou Boromé le patriarche qui représente la jouissance, la puissance de la richesse et sa fausse moralité. Les scènes collectives frappent aussi le lecteur comme le festin du taureau sacrifié par Saint-Jean.
L’histoire de solidarité héroïque et de salut - la connotation religieuse très apparente est soulignée par les noms propres - se double d’une histoire d’amour impossible entre le héros et Sarah, une jeune femme riche sous l’emprise du patriarche. Le charpentier itinérant abandonne celle qu’il aime au monde étroit et égoïste du village et part seul. L’ordre du monde est rétabli par un sauveur mais il n’est pas corrigé : le pessimisme final est perceptible même si une phrase positive résume la philosophie du héros Saint-Jean (dont le nom renvoie à Jean Giono lui-même) : « La mort c'est trop facile, c'est bien plus difficile de vivre, et c'est ce que je vais faire ».
Ce roman tumultueux mêle réalisme et fantastique dans un style surabondant qui cherche à transcrire la puissance des forces naturelles et la lutte épique des hommes. On retient par exemple la force des descriptions du désordre et de la démesure de la boue apocalyptique ou les comportements surhumains dans la construction du radeau et le maniement de la dynamite. 
À travers ce vaste roman initiatique et symbolique, Giono, maître des métaphores, apparaît bien comme « le rêveur des montagnes» qu’il affirmait être mais plus tard il sera très critique sur son roman : «Je n’aime plus “Batailles dans la montagne”. J’ai voulu employer un style boueux pour peindre la boue : le résultat est illisible» (Journal 1946-49).